# Filipeștii de Pădure
Filipeștii de Pădure est une commune roumaine du județ de Prahova, dans la région historique de Valachie et dans la région de développement du Sud.

## Géographie
La commune de Filipeștii de Pădure est située dans l'ouest du județ, en Munténie (Grande Valachie), à la limite avec le județ de Dâmbovița, entre la plaine valaque et les premières collines des Carpates. Filipeștii de Pădure se trouve à 19 km au sud de Câmpina, à 8 km au sud-ouest de Băicoi et à 25 km à l'ouest de Ploiești, le chef-lieu du județ.
Le climat de Filipeștii de Pădure est de type continental avec une température moyenne annuelle de +8,8 °C dans les zones de collines et de 10 °C en plaine. La maximale enregistrée est de +38,6 °C et la minimale de −27,3 °C. La moyenne des précipitations annuelles est de 628 mm en plaine et de 818 mm dans les collines.
La municipalité est composée des quatre localités suivants (population en 1992) :
- Dițești (3 829) ;
- Filipeștii de Pădure (5 526), siège de la municipalité ;
- Minieri (1 470) ;
- Siliștea Dealului.

## Histoire
Jusqu'en 1949, Filipeștii de Pădure alors nommée Filipeștii, était une résidence de "plașa" (équivalent d'un chef-lieu d'arrondissement) dans le județ de Prahova.

## Politique
Le Conseil Municipal de Filipeștii de Pădure compte 17 sièges de conseillers municipaux. À l'issue des élections municipales de juin 2008, Costel Morărescu (PD-L) a été élu maire de la commune.
| Parti                                                | Nombre de conseillers |
| ---------------------------------------------------- | --------------------- |
| Parti démocrate-libéral (PD-L)                       | 9                     |
| Parti national libéral (PNL)                         | 3                     |
| Parti social-démocrate (PSD)                         | 2                     |
| Parti national démocrate-chrétien                    | 2                     |
| Parti de la Nouvelle Génération - Chrétien-démocrate | 1                     |

## Religions
En 2002, la composition religieuse de la commune était la suivante :
- Chrétiens orthodoxes, 95,32 % ;
- Pentecôtistes, 2,23 % ;
- Baptistes, 1,16 % ;
- Adventistes du septième jour, 0,69 % ;
- Catholiques romains, 0,34 %.

## Démographie
En 2002, la commune comptait 10 273 Roumains (99,37 %) et 51 Tsiganes (0,49 %). On comptait à cette date 3 282 ménages et 3 588 logements.
| 1992   | 2002   | 2007   |
| ------ | ------ | ------ |
| 10 825 | 10 338 | 10 302 |

## Éducation
La commune dispose de 5 écoles maternelles, de 3 écoles-collèges et d'un lycée.

## Économie
L'économie de la commune repose sur l'agriculture (céréales, maïs et blé, arboriculture), l'exploitation des forêts et la transformation du bois, sur l'industrie extractive (mine de lignite, pétrole), sur les matériaux de construction.
La commune dispose de 1 700 ha de terres arables, de 1 224 ha de forêts et de 361 ha de vergers.

## Communications

### Routes
Filipeștii de Pădure se trouve sur la route régionale DJ 720 Băicoi-Moreni. La route régionale DJ101I permet de rejoindre Ploiești.

## Lieux et monuments
- Église des Saints Hiérarques, Jean Chrysostome, Basile de Césarée et Grégoire de Nazianze, construite en 1688 sur la volonté du prince Matei Cantacuzino et de sa femme Bălașei. L'église est riche de fresques de Pârvu Mutu, datant de 1692 et de 55 portraits de membres de la famille Cantacuzène, qui donna plusieurs princes à la Valachie.